# Pterolophia truncatipennis
Pterolophia truncatipennis es una especie de escarabajo longicornio del género Pterolophia, subfamilia Lamiinae. Fue descrita científicamente por Pic en 1951.
Se distribuye por Vietnam. Posee una longitud corporal de 6,5 milímetros.